# Бяловежа (Мазовецьке воєводство)
Бяловежа (пол. Białowieża) — село в Польщі, у гміні Пултуськ Пултуського повіту Мазовецького воєводства.
Населення — 151 особа (2011).
У 1975-1998 роках село належало до Цехановського воєводства.

## Демографія
Демографічна структура станом на 31 березня 2011 року:
|          | Загалом | Допрацездатний вік | Працездатний вік | Постпрацездатний вік |
| -------- | ------- | ------------------ | ---------------- | -------------------- |
| Чоловіки | 71      | 11                 | 55               | 5                    |
| Жінки    | 80      | 16                 | 48               | 16                   |
| Разом    | 151     | 27                 | 103              | 21                   |